# Rudi Bätz
Rudi Bätz (* 30. Mai 1944) ist ein ehemaliger deutscher Fußballspieler. In den 1960er Jahren spielte er für Motor Steinach und Wismut Gera in der DDR-Oberliga, der höchsten Spielklasse im DDR-Fußball.

## Sportliche Laufbahn
Als Jugendlicher spielte Rudi Bätz bei der Betriebssportgemeinschaft (BSG) Aufbau im südthüringischen Jagdshof. Im Alter von 17 Jahren wechselte er zur Saison 1961/62 zur BSG Motor Steinach, die zu diesem Zeitpunkt in der drittklassigen II. DDR-Liga spielte. Nachdem die Steinacher am Ende der Saison in die I. DDR-Liga aufgestiegen waren, wurde Bätz in der Spielzeit 1962/63 18-jährig bereits in 13 von 26 Punktspielen in der 1. Mannschaft eingesetzt, die als Neuling überraschend den Aufstieg in die DDR-Oberliga schaffte. In den anschließenden zwei Oberligaspielzeiten schaffte Bätz nicht den Sprung in die Stammelf der Steinacher. 1963/64 bestritt er acht, 1964/65 fünf Punktspiele.
Nachdem Steinach 1965 aus der Oberliga absteigen musste, wechselte Bätz zum Ligakonkurrenten Wismut Gera. Mit 26 Einsätzen in 30 DDR-Liga-Spielen (II. DDR-Liga eingestellt) und drei Toren war er entscheidend am Oberligaaufstieg der Wismutmannschaft beteiligt. Auch in der Oberligasaison 1966/67 war Bätz mit 20 Punktspieleinsätzen bei 26 ausgetragenen Spielen Stammspieler der BSG  Wismut. Diese konnte sich konnte sich nur ein Jahr in der Oberliga halten, und in der folgenden DDR-Liga-Saison war Bätz mit 17 Einsätzen an nur wenig mehr als der Hälfte der 30 Punktspiele beteiligt.
Nach sieben Punktspielteilnahmen in der Hinrunde der Saison 1968/69 kehrte Bätz zu Motor Steinach zurück. Die Mannschaft war noch immer in der DDR-Liga vertreten, und Bätz eroberte sich mit 13 Punktspieleinsätzen sofort einen Stammplatz. Diesen behielt er auch 1969/70, als er 24 der 30 Punktspiele bestritt. Anschließend verschwand er bis 1973 fast völlig von der Bildfläche (1970/71 2 Spiele, 1971/72 kein Einsatz, 1972/73 8 Spiele). Nach zehn Punktspieleinsätzen in der 22 Spiele dauernden Saison kehrte Bätz 1974/75 mit 19 Punktspielen wieder in die Stammelf der Steinacher zurück. Nach dieser Saison musste die Mannschaft aber die Bezirksliga absteigen. Dies nahm Rudi Bätz zum Anlass, seine Laufbahn als Fußballspieler zu beenden.
Unmittelbar nach dem Ende seiner Fußballerkarriere schlug Bätz eine Laufbahn als Übungsleiter bei seiner früheren BSG Aufbau Jagdshof ein. Dort trainierte er die inzwischen auf Kreisebene spielende Fußballmannschaft bis 1980. 1999 übernahm er den Übungsleiterposten in Jagdsdorf noch einmal für kurze Zeit.